# Sandsjön (Vilhelmina socken, Lappland, 719871-154230)
Sandsjön är en sjö i Vilhelmina kommun i Lappland och ingår i Ångermanälvens huvudavrinningsområde. Sjön har en area på 0,147 kvadratkilometer och ligger 415 meter över havet.

## Delavrinningsområde
Sandsjön ingår i det delavrinningsområde (719953-154314) som SMHI kallar för Utloppet av Sandsjön. Medelhöjden är 504 meter över havet och ytan är 3,1 kvadratkilometer. Det finns inga avrinningsområden uppströms utan avrinningsområdet är högsta punkten. Vattendraget som avvattnar avrinningsområdet har biflödesordning 3, vilket innebär att vattnet flödar genom totalt 3 vattendrag innan det når havet efter 339 kilometer. Avrinningsområdet består mestadels av skog (83 procent). Avrinningsområdet har 0,15 kvadratkilometer vattenytor vilket ger det en sjöprocent på 4,8 procent.